# Werner I. (Maden)
Werner I. „von Winterthur“ (* um 1000; † 22. August 1040) kam als Gefolgsmann und Reichssturmfähnrich der salischen Herrscher Konrad II. und Heinrichs III. zu beträchtlichem Einfluss als Graf im Hessengau. Nach dem Tod seines Vaters wurde er 1030 auch Graf von Winterthur. Er fiel in der Schlacht bei Biwanka.

## Genealogie
Werners Abstammung ist nicht unstrittig, aber er war wohl ein Sohn oder Neffe des Grafen Adalbert I. von Winterthur aus dem Hause der Udalrichinger und wird daher auch als Werner I. von Winterthur bezeichnet. Er heiratete Irmgard von Nellenburg, eine Tochter oder Schwester des benachbarten Grafen Eberhard V. (Eppo) von Nellenburg. Dieser Ehe entstammten vier namentlich bekannte Söhne:
- Werner II., Graf im Hessengau und im Neckargau (gefallen am 18. Juni 1053 in der Normannenschlacht bei Civitate)
- Adalbert II., Graf von Winterthur (gefallen am 18. Juni 1053 in der Normannenschlacht bei Civitate)
- Liutfrid (mit seinem Vater am 22. August 1040 am Neumarker Pass in Böhmen gefallen)
- Hermann, 1051–1065 Abt von Einsiedeln († 1065)

## Gaugraf in Hessen und Graf von Winterthur
Werner war offenkundig ein getreuer Gefolgsmann von Konrad II., der 1024 in Kamba zum König gewählt worden war und danach seine Parteigänger mit Ämtern, Lehen und Privilegien belohnte. Von 1024 an sind Werner und seine Nachfahren zunächst als Vögte der Reichsabtei Kaufungen und ab 1027 als Inhaber der Gaugrafschaft Maden im fränkischen Hessengau dokumentiert. Werner I. und seine Nachfolger wurden daraufhin auch Grafen von Maden oder, nach ihrem Sitz auf der Obernburg in Gudensberg, Grafen von Gudensberg genannt. Die Grafschaft war seit der Zeit von Kaiser Otto I. ein Lehen der Erzbischöfe von Mainz gewesen.
Bis zu seinem Tod erwarb Werner in Niederhessen, in Oberhessen und im Neckargau weitere ansehnliche Besitztümer und Rechte, die an Bedeutung seinem ererbten Besitz in Schwaben überlegen waren. Damit und mit weiteren Erwerbungen unter seinen Nachkommen wurde sein Geschlecht schließlich fast so mächtig und einflussreich in Hessen, wie es die Konradiner vor ihnen gewesen waren.
Nach dem Tod seines Vaters im Jahre 1030 wurde er als dessen Erbe und Nachfolger auch Graf von Winterthur.

## Tod als Reichsbannerträger
Werner I. fiel am 22. August 1040 als „Vorstreiter und Bannerträger“ (lateinisch primicerius et signifer regis) Heinrichs III. in dessen Feldzug gegen Herzog Břetislav I. von Böhmen. Bei einem Erkundungsritt am Neumarker Pass ließ er sich zu einem Vorstoß verleiten und geriet dabei in einen Hinterhalt, in dem er, sein Sohn Liutfrid (oder Lütfrid) und die meisten der ihm anvertrauten Leute in der Schlacht bei Biwanka den Tod fanden.
Sein Sohn Werner II. folgte dem Vater als Graf im Hessengau und im Neckargau sowie als königlicher Bannerträger, während Adalbert den Vater als Graf Adalbert II. von Winterthur im Thurgau beerbte. Beide fielen zusammen mit ihrem Vetter Burkhard II. von Nellenburg am 18. Juni 1053 in der Normannenschlacht von Civitate, wo sie mit 600 schwäbischen Fußsoldaten das einzige nicht-italienische Kontingent des vernichtend geschlagenen Heeres von Papst Leo IX. stellten, mit dem sie verwandt waren. Der dritte noch lebende Sohn, Hermann, wurde im Jahre 1051 Abt von Einsiedeln und starb 1065.